# Scherma ai Giochi della XXV Olimpiade - Spada individuale maschile
Il torneo di spada individuale maschile dei giochi olimpici di Barcelona 1992 si è svolto il 1 agosto 1992 presso il Palau de la Metal·lúrgia.

## Programma
| Date                  | Time        | Round                                     |
| --------------------- | ----------- | ----------------------------------------- |
| Sabato, 1 agosto 1992 | 09:30 17:30 | Girone iniziale Eliminatorie Parte finale |

## Risultati

### Parte finale
|  | Quarti di finale | Quarti di finale  | Quarti di finale | Quarti di finale | Quarti di finale |  |  | Semifinali | Semifinali        | Semifinali     | Semifinali  | Semifinali  |   |   | Finale             | Finale             | Finale             | Finale             | Finale             |  |
|  |                  |                   |                  |                  |                  |  |  |            |                   |                |             |             |   |   |                    |                    |                    |                    |                    |  |
|  | 1 (1)            | Elmar Borrmann    | 5                | 4                | 0                |  |  |            |                   |                |             |             |   |   |                    |                    |                    |                    |                    |  |
|  | 8 (7)            | Jean-Michel Henry | 2                | 6                | 5                |  |  | 8 (7)      | Jean-Michel Henry | 3              | 5           | 5           |   |   |                    |                    |                    |                    |                    |  |
|  | 5 (2)            | Angelo Mazzoni    | 5                | 0                | 2                |  |  | 4 (18)     | Pavel Kolobkov    | 5              | 2           | 6           |   |   |                    |                    |                    |                    |                    |  |
|  | 4 (18)           | Pavel Kolobkov    | 0                | 5                | 5                |  |  |            |                   |                |             |             |   |   | 4 (18)             | Pavel Kolobkov     | Pavel Kolobkov     | 5                  | 2                  |  |
|  | 3 (13)           | Kaido Kaaberma    | Kaido Kaaberma   | 5                | 5                |  |  |            |                   | 7 (5)          | Éric Srecki | Éric Srecki | 6 | 5 |                    |                    |                    |                    |                    |  |
|  | 6 (3)            | Mauricio Rivas    | Mauricio Rivas   | 3                | 3                |  |  | 3 (13)     | Kaido Kaaberma    | Kaido Kaaberma | 2           | 3           |   |   |                    |                    |                    |                    |                    |  |
|  | 7 (5)            | Éric Srecki       | 5                | 4                | 5                |  |  | 7 (5)      | Éric Srecki       | Éric Srecki    | 5           | 5           |   |   |                    |                    |                    |                    |                    |  |
|  | 2 (6)            | Iván Kovács       | 3                | 6                | 1                |  |  |            |                   |                |             |             |   |   | Finale terzo posto | Finale terzo posto | Finale terzo posto | Finale terzo posto | Finale terzo posto |  |
|  |                  |                   |                  |                  |                  |  |  |            |                   |                |             |             |   |   |                    |                    |                    |                    |                    |  |
|  |                  |                   |                  |                  |                  |  |  |            |                   |                |             |             |   |   | 8 (7)              | Jean-Michel Henry  | Jean-Michel Henry  | 5                  | 5                  |  |
|  |                  |                   |                  |                  |                  |  |  |            |                   |                |             |             |   |   | 3 (13)             | Kaido Kaaberma     | Kaido Kaaberma     | 2                  | 3                  |  |